# 假會徵信社
是一部於2016年上映的美國懸疑犯罪動作喜劇片，由沙恩·布萊克執導並與安東尼·巴格羅茲共同編劇。主演包括羅素·克洛、雷恩·葛斯林、安格瑞·萊絲、麥特·波莫、瑪格麗特·庫利、凱斯·大衛和金·貝辛格。該片由華納兄弟負責發行，2016年5月15日在第69屆坎城影展上首映，2016年5月20日在美國正式上映。

## 劇情
故事設定於1970年代的洛杉磯，敘述私家偵探侯藍·馬奇（雷恩·葛斯林 飾）受到了脾氣控管不佳的暴力拳擊手傑克森·希利（羅素·克洛 飾）的聘請合作找出失蹤的少女艾蜜莉亚（瑪格麗特·庫利 飾），但在過程中卻又捲入的色情片女星的離奇死亡案件中。在經過調查後，兩人發現一個令人震驚的犯罪陰謀正在醞釀之中。

## 演員
- 羅素·克洛飾演討債專家傑克森·希利（Enforcer Jackson Healy）
- 雷恩·葛斯林飾演私家偵探侯藍·馬奇（Private Detective Holland March）
- 安格瑞·萊絲飾演荷莉·馬奇（Holly March），侯藍·馬奇之女
- 麥特·波莫飾演約翰男孩（John Boy）
- 瑪格麗特·庫利飾演艾蜜莉·庫特納（Amelia Kutner）
- 凱斯·大衛飾演老蓋（Older Guy）
- 金·貝辛格飾演茱迪絲·庫特納（Judith Kutner），艾蜜莉亞母亲，美国政府高官
- 博·納普飾演藍臉（Blue Face）
- 泰·辛普金斯飾演巴比（Bobby）
- 傑克·基墨（英语：Jack Kilmer）飾演切特（Chet）

## 製作
2014年6月，沙恩·布萊克宣布將執導名為《The Nice Guys》的電影，由羅素·克洛和雷恩·葛斯林主演以及喬·西佛監製。華納兄弟負責電影在北美的發行權。9月16日，瑪格麗特·庫利和安格瑞·萊絲加入劇組。9月29日，宣布麥特·波莫參演電影。10月20日，凱斯·大衛與博·納普加入飾演一對殺手檔。10月21日，宣布金·貝辛格將飾演首席法官。11月7日，泰·辛普金斯將飾演名為巴比的角色。11月13日，傑克·基墨加入該片飾演艾蜜莉亞的朋友。
正式拍攝於2014年10月27日在亞特蘭大和喬治亞州的迪凱特開始進行。10月31日，劇組於亞特蘭大拍攝警局的場景。拍攝也在洛杉磯進行。

## 發行
電影原定2016年6月17日在美國上映，後來華納兄弟將日期改為2016年5月20日，而原本的日期則排給《中央情爆員》。

### 評價
《假會徵信社》獲得了一致好評。爛番茄根據249位專業影評人持有92%的新鮮度，平均得分7.5/10。在Metacritic上得分70，代表電影「普遍好評」，IMDB上則得到了7.4分。
據CinemaScore調查，在A+至F之間觀眾給的評價約落在「B-」。Uproxx的邁克·萊恩和IGN都分別給了電影正面的評價，其中IGN給了本片9／10的高分；兩者都一致認為其劇本、演員和沙恩·布萊克的黑色幽默風格讓電影緊張又有趣。
2023年8月，本片在爛番茄整理「2010年代最佳50部喜劇」的排行榜，位居第16名。

### 票房
電影在北美於2016年5月20日上映，與《惡鄰纏身2》和《憤怒鳥玩電影》一同上映，預計能在首映週末獲得1000萬美元的票房。在週四晚上獲得了70萬美元的票房。美國首週末票房收入為1130萬美元位居當週第四，排於《憤怒鳥玩電影》（3900萬美元）、《美國隊長3：英雄內戰》（3310萬美元）和《惡鄰纏身2》（2180萬美元）之後。

## 外部連結
- 互联网电影数据库（IMDb）上《假會徵信社》的资料（英文）
- 爛番茄上《假會徵信社》的資料（英文）
- Metacritic上《假會徵信社》的資料（英文）
- Box Office Mojo上《假會徵信社》的資料（英文）
- 開眼電影網上《假會徵信社》的資料（繁體中文）